# Тријеи
Тријеи (итал. Triei) је насеље у Италији у округу Нуоро, региону Сардинија.
Према процени из 2011. у насељу је живело 960 становника. Насеље се налази на надморској висини од 119 м.

## Становништво
Према резултатима пописа становништва 2011. у општини је живело 1.126 становника.
| 1931. | 1936. | 1951. | 1961. | 1971. | 1981. | 1991. | 2001. | 2011. |
| ----- | ----- | ----- | ----- | ----- | ----- | ----- | ----- | ----- |
| 866   | 971   | 1.152 | 1.210 | 1.126 | 1.224 | 1.204 | 1.115 | 1.126 |